# Joakim Håkans
Joakim Stefan Håkans, född i Finland. är en finländsk sjökapten och redare. Han utbildade sig till sjökapten på Åbo Navigationsinstitut 1990–1996 och har efterträtt sin far Stefan Håkans som chef för rederiet Oy Alfons Håkans Ab.
Joakim Håkans tillhör släkten Håkans, som sedan flera generationer bedrivit företagsamhet på Finlands västkust. Farfarsfar Johannes drev från 1896 Petsmo såg i Petsmo i Korsholms kommun i Österbotten, som också hade timmerbogserbåtar i sin tjänst. Farfar Alfons var sjökapten och bland annat disponent på Petsmo såg, samt grundade 1945 i Vasa bogserbåts- och bärgningsföretaget Alfons Håkans, som senare flyttade till Åbo. Fadern Stefan Håkans tog över familjeföretaget 1975.
Joakim Håkans är son till Stefan och Anneli Håkans samt bror till Patrik Håkans. Han är gift med Mari Håkans och är far till Julius Håkans.